# Tiberiu
Tiberiu este un prenume românesc masculin, care se poate referi la:
- Tiberiu Bălan
- Tiberiu Bărbulețiu
- Tiberiu Bone
- Tiberiu Brediceanu
- Tiberiu Brînză
- Tiberiu Dolniceanu
- Tiberiu Ghioane
- Tiberiu Mikloș
- Tiberiu Negrean
- Tiberiu Olah
- Tiberiu Popoviciu
- Tiberiu Serediuc